# وگ (رقص)
وگ (انگلیسی: Vogue) رقصی مدرن متشکل از مجموعه‌ای از ژست‌های سبک‌دار است، همراه با حرکات زاویه‌ای، خطی و سفت که آغاز آن در اواخر دهه ۱۹۸۰ و تکامل یافته از رقص‌های باشگاه‌های شبانهٔ هارلم در دههٔ ۶۰ است. مدونا در سال ۱۹۹۰ با ترانه‌ای به همین نام این رقص را وارد جریان اصلی و باب روز کرد.